# Forte de Sanquelim
O Forte de Sanquelim localizava-se na vila de Sanquelim, no concelho de Bicholim no noroeste de Goa, na costa oeste da Índia.

## História
O forte foi construído pelos indianos e conquistado pelos portugueses, durante a anexação das chamadas "Novas Conquistas", nos séculos XVII e XIX.
No século XIX ainda se mantinha aí uma pequena guarnição portuguesa.
Os seus vestígios encontram-se atualmente protegidos pelo governo de Goa, Damão e Diu desde 1983.